# Терроризм в Индии

Карта террористических инцидентов в Индии (1970—2016).

По данным Министерства внутренних дел, терроризм в Индии представляет собой серьёзную угрозу для индийского народа. По сравнению с другими странами, Индия сталкивается с большим количеством террористических группировок. Терроризм в Индии включает исламистский, индуистский, сепаратистский (включая сикхский), крайне левый терроризм, а также наркотерроризм и многие другие. Индия — одна из стран, наиболее пострадавших от терроризма. Только с 1996 года по 2006 год от него погибло более 53 тыс. чел. и около 550 тыс. были ранены.

## Террористические группы в Индии
SATP (South Asia Gateway to Terrorism) перечислил 180 террористических групп, действующих в Индии за последние 20 лет, многие из них включены в список транснациональных террористических сетей, действующих в соседних странах Южной Азии, таких как Бангладеш, Непал и Пакистан. Из них 38 находятся в текущем списке террористических организаций, запрещённых Индией в её первом применении Закона UA (P) 1967 года. С 2012 года многие из них также были запрещены США и Европейским союзом.
В Индии с настоящее время существует несколько основных очагов терроризма. Регионами с длительной террористической деятельностью были Джамму и Кашмир, Восточно-Центральная и Южно-Центральная Индия (наксалиты) и «Семь штатов-сестёр» (северо-восток Индии). В августе 2008 года советник по национальной безопасности М. К. Нараянан заявил, что в стране действует около 800 террористических ячеек. В 2013 году 205 из 608 районов страны подверглись террористической деятельности. По данным Государственного департамента США, в 2012 году в результате террористических атак в Индии погиб 231 мирный житель, по сравнению с 11 098 случаями смерти в результате террора во всём мире; или около 2 % смертей от терроризма в мире, в стране, чьё население составляет 17,5 % мирового населения.
В сообщениях СМИ утверждалось и подразумевалось, что терроризм в Индии спонсировал Пакистан, который всегда отрицал обвинения Индии и, в свою очередь, выдвигал против Индии обвинения в финансировании терроризма против Пакистана.
На северо-востоке Индии идея вооруженной борьбы по-прежнему довольно популярна среди малых этнических групп. В 2012 году на северо-востоке Индии было совершено 1025 терактов, в результате которых погибло 97 гражданских лиц и 14 сотрудников сил безопасности.
В июле 2016 года правительство Индии опубликовало данные о серии террористических атак в Индии с 2005 года, в результате которых погибло 707 человек и было ранено более 3200 человек.
В середине сентября 2018 года полиция Индии объявила об аресте террориста из группировки «Хизбул муджахидин» в городе Канпур, который хотел устроить атаку на празднике Ганеша-чатуртхи.